# Apolo Nsibambi
Apolo Nsibambi (27 de septiembre de 1938-28 de mayo de 2019) fue un político ugandés.

## Biografía
Apolo Nsibambi nació el 27 de noviembre de 1938 y fue hijo de Simeon Nsibambi, quien junto con John E. Church lideró a Balokole (un movimiento religioso), también conocido como "Despertar de África Oriental".
Trabajó en la universidad desde los años sesenta, gracias a su amistad con el autor Paul Theroux, quien lo entrevistó en un documental, Dark Star Safari. Fue director del Instituto de Investigación Social de la Universidad de Makerere, y luego rector hasta 2003.
Ocupó el cargo de primer ministro de Uganda desde abril de 1999 hasta mayo de 2011. Su elección tuvo lugar en la redemodelación de gobierno hecha por el presidente Yoweri Museveni por las acusaciones de corrupción, aunque la sustitución de Kintu Musoke, anterior primer ministro, se debió a su elevada edad. Anteriormente, Nsibambi había sido ministro de Educación y de Servicios Públicos.
Se casó con Esther Nsibambi en marzo de 2003 después de la muerte de su primera esposa, Rhoda, en diciembre de 2001. Tuvo cuatro hijas. Era un anglicano practicante. Nsibambi murió el 28 de mayo de 2019, a la edad de 78 años.